# Lothar Knörzer
Lothar Knörzer (ur. 4 sierpnia 1933 w Karlsruhe) – zachodnioniemiecki lekkoatleta (sprinter), medalista olimpijski z 1956.
Zdobył brązowy medal w sztafecie 4 × 100 metrów na igrzyskach olimpijskich w 1956 w Melbourne startując we wspólnej reprezentacji olimpijskiej Niemiec. Sztafeta biegła w składzie: w składzie: Knörzer, Leonhard Pohl, Heinz Fütterer i Manfred Germar.
Knörzer był mistrzem RFN w sztafecie 4 × 100 metrów w 1955 oraz wicemistrzem w biegu na 100 metrów w 1956. Zdobył również brązowe medale halowych mistrzostw RFN w biegu na 60 metrów w 1955, 1956 i 1957.
14 października 1956 biegł na pierwszej zmianie zachodnioniemieckiej sztafety 4 × 100 metrów (po Knörzerze biegli: Manfred Steinbach, Leonhard Pohl i Manfred Germar), która ustanowiła wynikiem 40,0 rekord kraju i wyrównała rekord Europy w tej konkurencji.
Był zawodnikiem klubu Karlsruher SC.